# Liste de films français sortis en 1942
Listes de films français
- 1938
- 1939
- 1940
- 1941
- 1942
- 1943
- 1944
- 1945
- 1946

Liste non exhaustive de films français sortis en 1942 :
| Titre                               | Réalisateur                | Distribution                                            | Genre                     | Notes  |
| ----------------------------------- | -------------------------- | ------------------------------------------------------- | ------------------------- | ------ |
| À l'assaut des aiguilles du Diable  | Marcel Ichac               |                                                         | Documentaire              | 18 min |
| À vos ordres, Madame                | Jean Boyer                 | Jean Tissier, Suzanne Dehelly, Alfred Adam              | Comédie                   |        |
| Les affaires sont les affaires      | Jean Dréville              | Charles Vanel, Aimé Clariond, Jacques Baumer            | Comédie dramatique        |        |
| L'Âge d'or                          | Jean de Limur              | Elvire Popesco, André Alerme, Jean Tissier              | Comédie                   |        |
| L'Amant de Bornéo                   | Jean-Pierre Feydeau        | Jean Tissier, André Alerme, Arletty                     | Comédie                   |        |
| Andorra ou les hommes d'airain      | Émile Couzinet             | Jany Holt, Jean Chevrier, Romuald Joubé                 | Drame                     |        |
| L'Ange gardien                      | Jacques de Casembroot      | Lucien Baroux, Jacques Varennes, Roger Duchesne         | Comédie                   |        |
| Annette et la Dame blonde           | Jean Dréville              | Louise Carletti, Henri Garat, Mona Goya                 | Comédie                   |        |
| L'Appel du bled                     | Maurice Gleize             | Madeleine Sologne, Gabrielle Dorziat                    | Drame                     |        |
| L'Arlésienne                        | Marc Allégret              | Louis Jourdan, Gaby Morlay, Raimu                       | Drame                     |        |
| L'assassin a peur la nuit           | Jean Delannoy              | Mireille Balin, Jean Chevrier, Louise Carletti          | Drame                     |        |
| L'assassin habite au 21             | Henri-Georges Clouzot      | Pierre Fresnay, Suzy Delair, Jean Tissier               | Policier                  |        |
| La Belle Aventure                   | Marc Allégret              | Claude Dauphin, Micheline Presle, Louis Jourdan         | Comédie dramatique        |        |
| Le Bienfaiteur                      | Henri Decoin               | Suzy Prim, Jacques Baumer, Raimu                        | Drame                     |        |
| Boléro                              | Jean Boyer                 | André Luguet, Jacques Dumesnil, Arletty                 | Comédie                   |        |
| Cap au large                        | Jean-Paul Paulin           | Antonin Berval, Janine Darcey, Edouard Delmont          | Comédie dramatique        |        |
| Caprices                            | Léo Joannon                | Danielle Darrieux, Jean Parédès Albert Préjean          | Comédie                   |        |
| Cartacalha, reine des gitans        | Léon Mathot                | Viviane Romance, Georges Flamant, Roger Duchesne        | Comédie dramatique        |        |
| Chambre 13                          | André Hugon                | Jules Berry, Josseline Gaël, Milly Mathis               | Comédie dramatique        |        |
| La Comédie du bonheur               | Marcel L'Herbier           | Michel Simon, Jacqueline Delubac Micheline Presle       | Comédie                   |        |
| La Croisée des chemins              | André Berthomieu           | Pierre Brasseur, Josette Day, Pierre Richard-Willm      | Comédie                   |        |
| Croisières sidérales                | André Zwobada              | Madeleine Sologne, Suzanne Dehelly, Bourvil             | Science-fiction           |        |
| Dédé la musique                     | André Berthomieu           | Albert Préjean, Line Noro                               | Comédie dramatique        |        |
| Défense d'aimer                     | Richard Pottier            | Suzy Delair, Paul Meurisse, André Gabriello             | Drame                     |        |
| Départ à zéro                       | Maurice Cloche             | Robert Berri, Gaby Andreu Madeleine Sologne             |                           |        |
| Dernier Atout                       | Jacques Becker             | Raymond Rouleau, Mireille Balin, Pierre Renoir          | Policier                  |        |
| Dernière Aventure                   | Robert Péguy               | André Alerme, Jean Max, Léon Bélières                   | Comédie                   |        |
| Le Destin fabuleux de Désirée Clary | Sacha Guitry               | Sacha Guitry, Jean-Louis Barrault, Aimé Clariond        | Drame historique          |        |
| La Duchesse de Langeais             | Jacques de Baroncelli      | Edwige Feuillère, Charles Granval, Pierre Richard-Willm | Drame                     |        |
| La Fausse Maîtresse                 | André Cayatte              | Danielle Darrieux Lise Delamare                         | Comédie                   |        |
| La Femme perdue                     | Jean Choux                 | Renée Saint-Cyr, Jean Murat, Jean Galland               | Drame                     |        |
| La Femme que j'ai le plus aimée     | Robert Vernay              | Mireille Balin, Lucien Baroux, Arletty                  | Comédie dramatique        |        |
| Feu sacré                           | Maurice Cloche             | Georges Flamant, Édouard Delmont, Viviane Romance       | Comédie                   |        |
| Fièvres                             | Jean Delannoy              | Tino Rossi, Madeleine Sologne, Jacqueline Delubac       | Drame                     |        |
| Forte Tête                          | Léon Mathot                | René Dary, Guillaume de Sax, Paul Azaïs                 | Drame                     |        |
| Frédérica                           | Jean Boyer                 | Charles Trenet, Elvire Popesco, Rellys                  | Comédie                   |        |
| Le Grand Combat                     | Bernard Roland             | Lucien Baroux, Jules Berry, Jean-Marie Boyer            | Drame                     |        |
| Haut-le-Vent                        | Jacques de Baroncelli      | Charles Vanel, Mireille Balin, Marcelle Géniat          | Drame                     |        |
| L'Homme qui joue avec le feu        | Jean de Limur              | Ginette Leclerc, Jean Davy, Jacqueline Laurent          | Drame romance             |        |
| L'Homme sans nom                    | Léon Mathot                | Jean Galland, André Alerme, Sylvie                      | Drame                     |        |
| Les Hommes sans peur                | Yvan Noé                   | Claude Dauphin, Janine Darcey, Madeleine Sologne        | Comédie dramatique        |        |
| Huit hommes dans un château         | Richard Pottier            | René Dary, Jacqueline Gauthier, Louis Salou             | Policier                  |        |
| Les Inconnus dans la maison         | Henri Decoin               | Juliette Faber, Jean Tissier, Raimu                     | Drame                     |        |
| Le journal tombe à cinq heures      | Georges Lacombe            | Pierre Fresnay, Marie Déa, Gabrielle Dorziat            | Drame                     |        |
| Lettres d'amour                     | Claude Autant-Lara         | Odette Joyeux, François Périer, Simone Renant           | Comédie dramatique        |        |
| Le Lit à colonnes                   | Roland Tual                | Fernand Ledoux, Odette Joyeux, Jean Marais              | Drame                     |        |
| La Loi du 21 juin 1907              | Sacha Guitry               | Arletty, Fernand Gravey                                 | Court métrage             |        |
| La Loi du printemps                 | Jacques Daniel-Norman      | Pierre Renoir, Alice Field, Georges Rollin              | Comédie                   |        |
| Macao, l'enfer du jeu               | Jean Delannoy              | Sessue Hayakawa, Mireille Balin, Henri Guisol           | Film d'aventure           |        |
| Mademoiselle Swing                  | Richard Pottier            | Irène de Trébert, Jean Murat, Elvire Popesco            | Comédie, musique          |        |
| La Maison des sept jeunes filles    | Albert Valentin            | André Brunot, Jean Pâqui, Jacqueline Pagnol             | Comédie dramatique        |        |
| Mam'zelle Bonaparte                 | Maurice Tourneur           | Edwige Feuillère, Guillaume de Sax, Raymond Rouleau     | Comédie dramatique        |        |
| Le Marchand de notes                | Paul Grimault              | -                                                       | court-métrage d'animation | 11 min |
| Mariage d'amour                     | Henri Decoin               | Juliette Faber, François Périer, Paul Meurisse          | Drame                     |        |
| Le Mariage de Chiffon               | Claude Autant-Lara         | Odette Joyeux, André Luguet, Jacques Dumesnil           | Comédie                   |        |
| Mélodie pour toi                    | Willy Rozier               | Katia Lova, René Dary, Lucien Callamand                 | Comédie                   |        |
| Monsieur La Souris                  | Georges Lacombe            | Aimé Clariond, René Bergeron, Raimu                     | Policier                  |        |
| Le Moussaillon                      | Jean Gourguet              | Roger Duchesne, Yvette Lebon, Lucien Gallas             | Drame                     |        |
| Nadia la femme traquée              | Claude Orval               | Pierre Renoir, Mireille Perrey Roger Duchesne           | Espionnage                |        |
| La Neige sur les pas                | André Berthomieu           | Pierre Blanchar, Michèle Alfa, Georges Lannes           | Drame                     |        |
| Notre-Dame de Paris                 | René Hervouin              | Albert Dieudonné, Victor Vina                           | Documentaire historique   | 25 min |
| La Nuit fantastique                 | Marcel L'Herbier           | Fernand Gravey, Micheline Presle, Saturnin Fabre        | Comédie fantastique       |        |
| Opéra-Musette                       | René Lefèvre Claude Renoir | René Lefèvre, Paulette Dubost, Saturnin Fabre           | Film musical              |        |
| Patricia                            | Paul Mesnier               | Gabrielle Dorziat, Georges Grey, Louise Carletti        | Comédie dramatique        |        |
| Patrouille blanche                  | Christian Chamborant       | Sessue Hayakawa, Junie Astor, Paul Azaïs                | Comédie                   |        |
| Pension Jonas                       | Pierre Caron               | Pierre Larquey, Irène Bonheur, Jacques Pills            | Comédie                   |        |
| Les Petits Riens                    | Yves Mirande               | Fernandel, Suzy Prim, Raimu, Jules Berry                | Comédie                   |        |
| La Piste du nord                    | Jacques Feyder             | Michèle Morgan, Charles Vanel Pierre Richard-Willm      | Drame                     |        |
| Pontcarral, colonel d'empire        | Jean Delannoy              | Pierre Blanchar, Annie Ducaux, Suzy Carrier             | Drame                     |        |
| Le Prince charmant                  | Jean Boyer                 | Lucien Baroux, Renée Faure, Jimmy Gaillard              | Drame                     |        |
| Promesse à l'inconnue               | André Berthomieu           | Charles Vanel, Claude Dauphin, Madeleine Robinson       | Comédie, romance          |        |
| Retour au bonheur                   | René Jayet                 | Jules Berry, Suzy Vernon, Gina Manès, Jean Debucourt    | Comédie dramatique        |        |
| Romance à trois                     | Roger Richebé              | Simone Renant, Denise Grey, Fernand Gravey              | Comédie                   |        |
| Signé illisible                     | Christian Chamborant       | André Luguet, Gaby Sylvia, Yves Deniaud                 | Drame                     |        |
| Simplet                             | Fernandel                  | Fernandel, Édouard Delmont, Andrex                      | Comédie dramatique        |        |
| Soyez les bienvenus                 | Jacques de Baroncelli      | Gabrielle Dorziat, Jules Berry Jean Mercanton           | Comédie                   |        |
| La Symphonie fantastique            | Christian-Jaque            | Jean-Louis Barrault, Renée Saint-Cyr , Lise Delamare    | Drame                     |        |
| Terre de feu                        | Marcel L'Herbier           | Tito Schipa, Mireille Balin, Jean Servais               | Drame                     |        |
| Une idée à l'eau                    | Jean-Paul Le Chanois       | Louis Florencie, Jeanne Fusier-Gir, Andrex              |                           |        |
| Vie privée                          | Walter Kapps               | Jean Galland, Robert Le Vigan, Marie Bell               | Drame                     |        |
| Les Visiteurs du soir               | Marcel Carné               | Arletty, Alain Cuny, Marie Déa                          | Fantastique               |        |
| Le Voile bleu                       | Jean Stelli                | Gaby Morlay, Elvire Popesco, Pierre Larquey             | Drame                     |        |